# Kelurahan Patokan (administrativ by i Indonesien, lat -7,75, long 113,42)
Kelurahan Patokan är en administrativ by i Indonesien.   Den ligger i provinsen Jawa Timur, i den västra delen av landet, 700 km öster om huvudstaden Jakarta.